# 大海牛
大海牛（學名：Hydrodamalis gigas），又名巨儒艮、無齒海牛或斯特拉海牛，是已滅絕的巨大哺乳類動物。牠們是海牛目中已知體型最大的物種，比起其近親海牛與儒艮都要來得大，而牠們也是生存至近代的海牛目動物中，唯一適應寒帶氣候的物種。大海牛于1741年在白令海峡发现，发现者為博物学者乔治·斯特拉，当时他正与探险家维他斯·白令一同旅行，而他也是已知唯一看過大海牛活體的生物學家。當時大海牛的數目已十分少，主要生活在靠近科曼多尔群岛白令岛與铜岛（медний）的近海水域。

## 命名
大海牛在1751年時發表為一新物種，早於林奈提出學名格式的時間，加上27年內即宣告滅絕，已知沒有模式標本留存，因此曾經有多種學名被提出。現今採用的學名Hydrodamalis gigas由Zimmerman在1780年時命名，而無齒海牛屬（Hydrodamalis）則是Retzius在1794年時確立。19世紀時曾將大海牛歸入Rytina屬。大海牛另有兩個俗名，分別是borkèntier（俄）與kapustnik（德），前者含意為“像樹皮般的皮膚”，後者的意思是“吃甘藍的（cabbage eater）”。

## 型態特徵

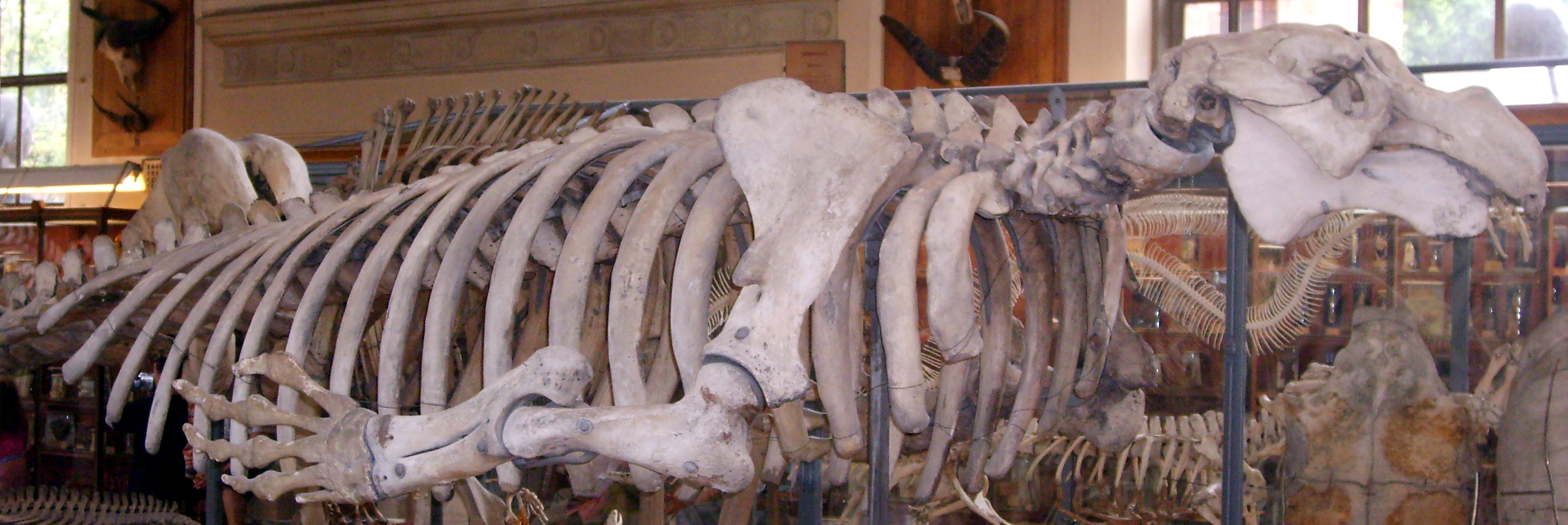
現存於法國巴黎國立自然史博物館的大海牛全身骨架

根據斯特拉的記錄，大海牛身長約7.5-9公尺，體重4,500至5,900公斤，可長到10.7公尺長。大海牛的前肢粗壯但短鈍，呈槳狀，尾巴的外型與儒艮相似。斯特拉對牠們的描述：“这種动物从来不接近沙滩，一直栖息在水里，皮肤又黑又厚，犹如橡树皮，按身体各部分的比例，其头部小。没有牙齿，嘴里只有两片又平又白的骨头，一块在上颌，一块在下颌。”除了不具牙齒以外，大海牛的另一項特點在於前肢末端僅有腕骨與掌骨，趾骨退化至幾乎完全消失，這點與海牛或儒艮不同。

## 分布
大海牛首次被人類發現時，其分布範圍大致位於白令海的司令群島周邊，往東達阿留申群島西側，往西至堪察加半島。由上新世與更新世的化石發現記錄研判，過去大海牛的分布範圍可能廣達整個太平洋中北部海岸地帶，東側達下加利福尼亞半島與現今墨西哥西岸約北緯30度處，西部則到日本的本州（南限約北緯37度）。:77

## 習性
大海牛以岩岸邊生長的多種大型海藻為食，僅取食柔軟的部分，據說当时每次大海牛吃了海带以后，海带的茎和根就会被冲到岸上。牠們是海牛目中唯一以藻類為主食的動物，不過偶爾也會食用海草，但此說法仍有爭議。似乎不會潛水，至少進食時牠們只將部分身軀埋入水中，在岸邊啃食潮線附近接近海面的大型藻類，估計其覓食深度不超過1公尺深。斯特拉的記錄中提到牠們會“集體進食，幼獸會被圍在群體中央保護。”大海牛內外皆有寄生蟲，皮膚上有數種甲殼類動物寄生。天敵可能包括虎鯨與大型鯊魚。
由於大海牛不畏懼人類，加上活動範圍接近岸邊，行動又慢，因此相當容易捕捉。斯特拉描述牠們“從來不叫，即使受傷也如此”，不過群體間是否有彼此以叫聲溝通的情形不得而知。當有同伴受傷時，其他的大海牛會試圖加以援救，根據獵人的說法牠們會嘗試想拔出受傷同伴身上的魚叉。

## 生殖
關於大海牛的文獻記錄中，曾提到有1頭雌性大海牛被捕殺拖上陸地，而另1頭與牠同行的雄性大海牛就在岸邊停留不肯離去，時間至少持續2天以上。加上其他群體觀察記錄，研判大海牛可能是1夫1妻制，配偶關係可能會維持相當長的時間。然而这也仅是当时的人以当时的社会背景为蓝本做出的一个揣测。现代研究已证明人们以为是一夫一妻的企鹅也并非如此。斯特拉留下的記錄中提到，大海牛多在早春時交配，懷孕期在12個月以上，終年可生產，不過秋天是分娩的高峰期。事實上斯特拉在白令島停留的時間從1741年11月底至1742年的8月，由時間上看來他可能不曾親眼目睹初生不久的大海牛。

## 滅絕
当斯特拉第一次描述大海牛的时候，大海牛的群体已经很小，分布地区很有限，數量僅餘1,000至2,000頭。在人類發現牠們後不久，白令海地區湧入許多獵人，這些人的目標是捕殺生存於當地的海獺與北海狗以獲取毛皮，而為了補給需求造成了大海牛的悲劇。这些人大量捕殺大海牛，吃牠們的肉、用牠們的皮來製造與修補船隻。已知1768年在白令島捕獲最後1頭大海牛，距離斯特拉发现他们的存在仅仅27年。部分學者認為，海獺的減少可能也是大海牛滅絕的原因之一，在其他生活於白令海的動物中，海獺可能是與牠們關係最密切的哺乳動物，因為海獺會捕捉啃食海藻的海膽，如果放任海膽漫無止境的增加，很快地海藻林就會被破壞殆盡。因此當時海獺的減少可能也讓大海牛目臨食物短缺的壓力。

### 引用
1. ↑  Domning, D., Anderson, P.K. & Turvey, S. . The IUCN Red List of Threatened Species 2008.   [2009年3月8日].
2. ↑  Wilson, D.E. & Reeder, D.M. (编). .  (3rd ed.). Baltimore, Maryland: Johns Hopkins University Press. 2005: 92. ISBN 978-0-8018-8221-0. LCCN 2005001870. OCLC 62265494. OL 3392515M. NLC 001238428.
3. ↑  Palmer, Theodore S.  (Submitted manuscript). Science. 1895, 2 (40): 449–450  [2019-09-09]. PMID 17759916. doi:10.1126/science.2.40.449-a. （原始内容存档于2018-07-23）.
4. ↑  Forsten, Ann; Youngman, Phillip M.  (PDF). Mammalian Species. 1982, (165): 1–3  [2019-09-09]. JSTOR 3503855. doi:10.2307/3503855. （原始内容 (PDF)存档于2016-10-20）.
5. ↑  Steffens, Gena. . 國家地理雜誌. No. 254 (大石國際文化). ISSN 1608-2621.